# Kenneth Nielsen (skytte)
 For alternative betydninger, se Kenneth Nielsen. (Se også artikler, som begynder med Kenneth Nielsen)
Kenneth Nielsen (født 14. marts 1968) er en dansk riffel eliteskytte, der repræsenterer Ballerup Skytteforening.
Kenneth Nielsen startede med at skyde i Brøndbyvester Skytteforening i 1984. I 1992 fik han debut på herre landsholdet hvor han var en fast bestanddel frem til 2002.
Skydningen blev stillet på pause indtil 2007 hvor lysten til elite skydning vendte tilbage.
Den danske rekord på 60 skud liggende med 599 slog Kenneth Nielsen i 2010 ved at skyde 600 ud af 600 mulige.
I maj 2011 tangerede han sin danske rekord ved igen at skyde 600 ved de Fynske Mesterskaber i Særslev.
De hidtidige højdepunkter i hans karriere kom i 2011 ved World Cup i Sydney hvor han blev nummer 8 men senest i München, da han vandt sølv på 50 meter 60 skud liggende riffel med 598, og dermed sikrede Danmark sin 4. deltager ved sommer-OL 2012 i London.

## Resultater
- 1997 Holdkonkurrencen under EM i Kouvola, Finland –  Bronze
- 1999 Tangering af den danske rekord med 599
- 2001 Holdkonkurrencen under EM i Zagreb –  Bronze
- 2009 Holdkonkurrencen under EM i Osijek, Kroatien –  Sølv
- 2010 Ny Dansk Rekord med 600, 2. maj Harsefeld, Tyskland
- 2010 Dansk mester –  Guld
- 2011 Word Cup Sydney – 8.-plads
- 2011 Word Cup Fort Benning – 14.-plads
- 2011 Tangering af den danske rekord med 600, 29. maj Åbne Fyns Mesterskaber i Særslev
- 2011 World Cup München –  Sølv
- 2011 Holdkonkurrencen under EM i Beograd –  Bronze
- 2011 Kvalificeret til World Cup Finalen i Wroclaw, Polen
- 2013 Tangering af den danske rekord med 600, 9. maj Kolding Åben
- 2013 Holdkonkurrencen under EM i Osijek, Kroatien –  Bronze
- 2014 Ny Dansk rekord med 629,8 d. 13 juli v/Ballerup Åben
- 2016 Ny Dansk rekord med 632,1 d. 28 august v/Ballerup Åben
- 2017 Ny Dansk rekord med 635,1 d. 11 juni v/Ballerup Åben
- 2018 Dansk mester –  Guld
- 2019 Verdensmester ved World Masters Championship i Suhl –  Guld